# Roger Verey
Roger Verey   (Lausana, 14 de març de 1912 - Cracòvia, 6 de setembre de 2000) fou un remer polonès que va competir durant les dècades de 1930 i 1940.
El 1936 va prendre part en els Jocs Olímpics de Berlín on, fent parella amb Jerzy Ustupski, guanyà la medalla de bronze en la prova del doble scull del programa de rem. En la prova de scull individual quedà eliminat en sèries. En el seu palmarès també destaquen set medalles al Campionat d'Europa de rem, tres d'or, dues de plata i dues de bronze, entre 1932 i 1938, i vint-i-dos títols nacionals.